# 북아메리카 에스페란토 연맹
북아메리카 에스페란토 연맹(Esperanto-Ligo por Norda Ameriko) 또는 에스페란토 USA(Esperanto-USA)는 미국의 대규모 에스페란토 단체다.